# Сатубинья

Сатубинья на карте штата.

Сатубинья (порт. Satubinha) — муниципалитет в Бразилии, входит в штат Мараньян. Составная часть мезорегиона Центр штата Мараньян. Входит в экономико-статистический микрорегион Медиу-Меарин. Население составляет 11 990 человек на 2010 год. Занимает площадь 441,811 км². Плотность населения — 27,14 чел./км².

## Демография
Согласно сведениям, собранным в ходе переписи 2010 г. Национальным институтом географии и статистики (IBGE), население муниципалитета составляет:
| Полное население                               | Полное население                               | Полное население                               | Полное население                               | 11 990 |
| ---------------------------------------------- | ---------------------------------------------- | ---------------------------------------------- | ---------------------------------------------- | ------ |
| в том числе:                                   | Городское население                            | 3634                                           | Процент городского населения, %                | 30,31  |
|                                                | Сельское население                             | 8356                                           | Процент сельского населения, %                 | 69,69  |
|                                                | Мужское население                              | 6170                                           | Процент мужского населения, %                  | 51,46  |
|                                                | Женское население                              | 5820                                           | Процент женского населения, %                  | 48,54  |
| Плотность населения, чел/км²                   | Плотность населения, чел/км²                   | Плотность населения, чел/км²                   | Плотность населения, чел/км²                   | 27,14  |
| Население муниципалитета в % к населению штата | Население муниципалитета в % к населению штата | Население муниципалитета в % к населению штата | Население муниципалитета в % к населению штата | 0,18   |

По данным оценки 2016 года, население муниципалитета составляет 13 487 жителей.

## История
Город основан в 1997 году.

## Статистика
- Валовой внутренний продукт на 2003 год составляет 11 628 634,00 реалов (данные: Бразильский институт географии и статистики).
- Валовой внутренний продукт на душу населения на 2003 год составляет 1263,30 реала (данные: Бразильский институт географии и статистики).
- Индекс развития человеческого потенциала на 2000 год составляет 0,525 (данные: Программа развития ООН).